# Smith & Wesson Безкурковий
Smith & Wesson Безкурковий або Smith & Wesson New Departure (назва серед колекціонерів Lemon Squeezer) — револьвер подвійної дії який випускала з 1887 по 1940 компанія Smith & Wesson. Конструкція базувалася на револьвері Smith & Wesson Модель 2, револьвер мав  внутрішній курок та зовнішній запобіжник на тильній стороні руків'я. Револьвер випускали під набої .32 S&W та .38 S&W; ці револьвери випускали до Другої світової війни, коли їх замінили більш міцні моделі з ручним ежектором.

## Безкуркові моделі .32 та .38

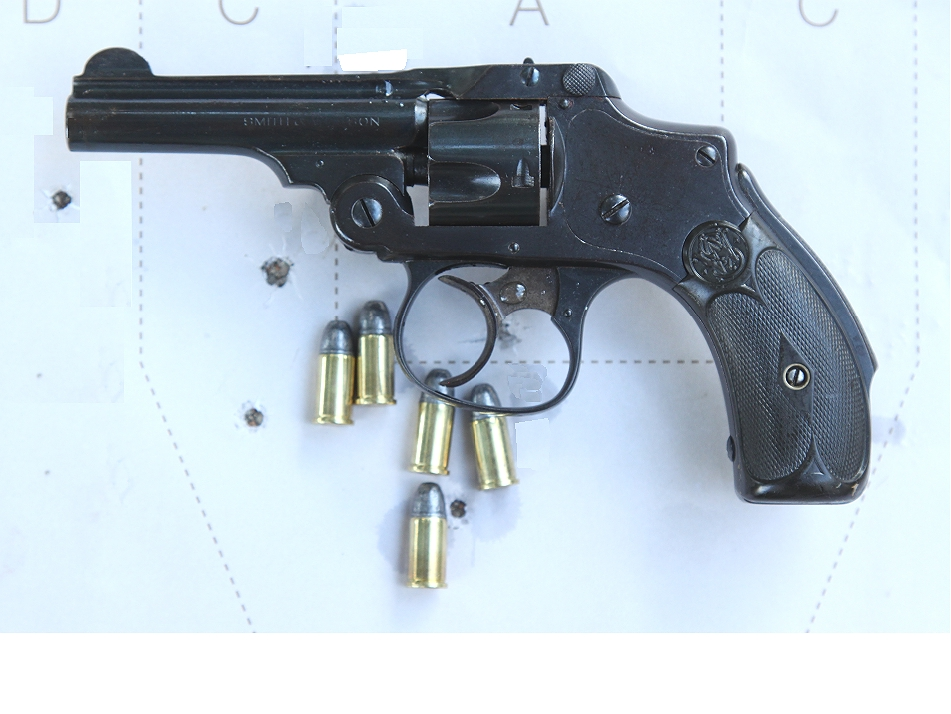
З револьвера Smith & Wesson New Departure .32 S&W можна стріляти на відстань в 15 ярдів.

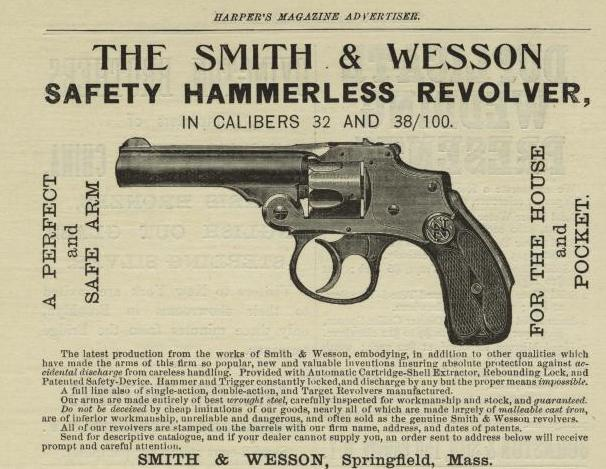
Реклама 1899 року револьвера Smith & Wesson Безкурковий, надрукована в Harper's Magazine

Револьвери Smith & Wesson .38 Безкурковий випускали з 1887 ( з 1888 під набій 32 калібру) до початку Другої світової війни. Їх випускали під набої .32 S&W або .38 S&W з барабаном на п'ять набоїв. Частіше за все револьвери випускали зі стволами довжиною в 2-дюйми, 3-дюйми або 3.5-дюйми; але існували версії  з 6" стволами.
Ці револьвери з переламною рамкою були розроблені для швидкого перезаряджання та прихованого носіння, оскільки курок був внутрішній і не чіплявся за кишеню. Вони були відомі під назвою "The New Departure", щоб зазначити, що компанія по новому почала розробляти револьвери.
Протягом всього випуску до конструкції вносили незначні зміни, в результаті світ побачили кілька різних моделей, як їх називають колекціонери. Першу модель випускали в період 1887-1902 років. Револьвер .38 калібру базувався на середній рамці S&W, в той час револьвер .32 калібру базувався на меншій рамці "1½".

## Повернення до безкуркових револьверів

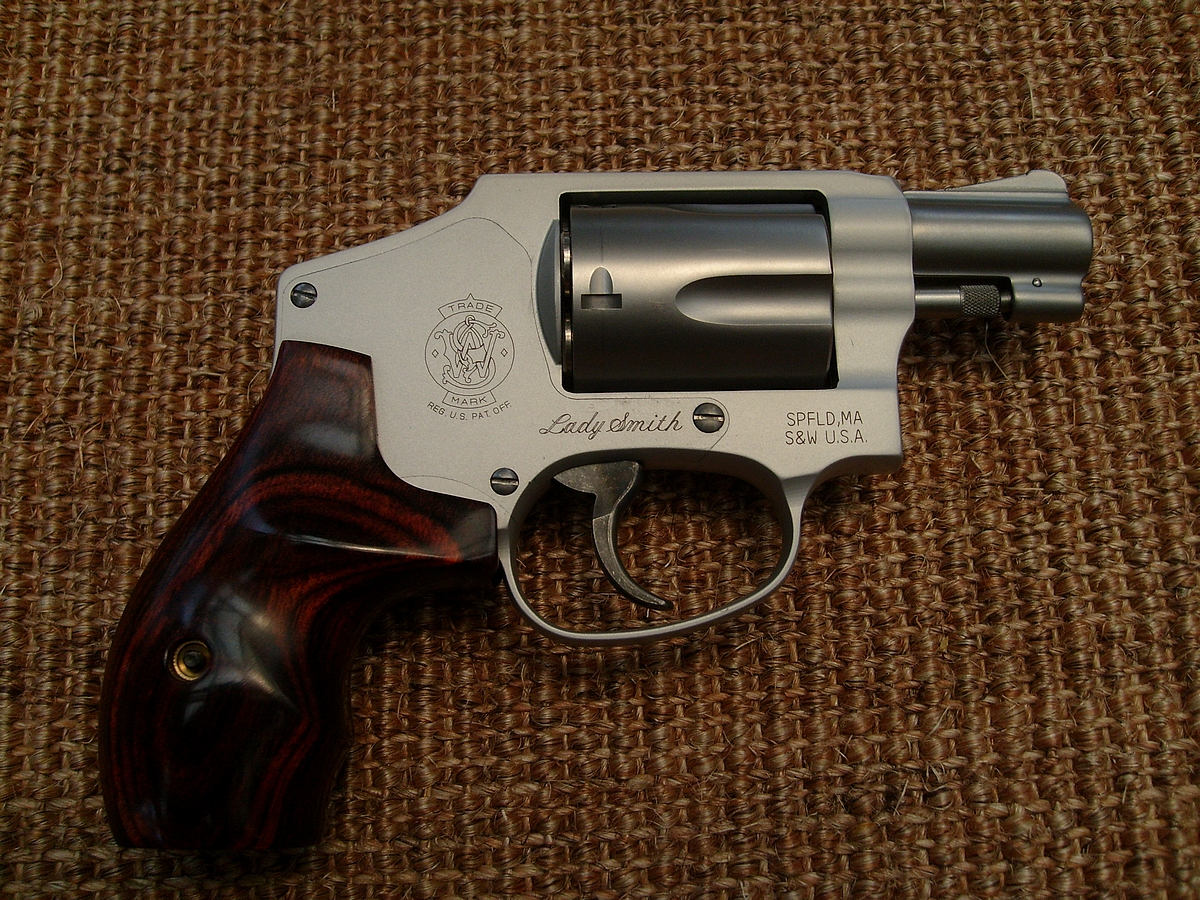
Smith & Wesson Модель 642 Ladysmith під набій .38 Special

В 1952 в рамці J Smith & Wesson було використано безкуркову концепцію. Кінцевий продукт отримав назву Моделі 40 та 42 під набій .38 Special і відома під альтернативною назвою Smith & Wesson Centennial, оскільки його розробили на 100-річний ювілей створення компанії Smith & Wesson. Крім того інші конкуренти використовували запобіжник в руків'ї, внутрішній курок або "безкуркову" конструкцію, наприклад Айвер Джонсон та Harrington & Richardson. Компанія S&W до сих пір випускає револьвер Centennial (запобіжника в руків'ї), крім того його копіюють інші виробники револьверів.